# Alai Payuthey
Pour plus de détails, voir Fiche technique et Distribution.
Alai Payuthey (en tamoul அலைபாயுதே, que l'on peut traduire par « L'âme sœur ») est un film indien réalisé par Mani Ratnam, sorti en Inde en 14 avril 2000. Alai Payuthey a été retourné en hindi, sous de nom de Saathiya, par Shaad Ali en 2002.

## Synopsis
Lorsque Karthik rencontre Shakti, il tombe immédiatement amoureux d'elle. Pourtant, la partie est loin d'être gagnée : Shakti préfère se consacrer à ses études de médecine et quand Karthik parvient enfin à la convaincre, le couple doit faire face à l'opposition de leurs parents respectifs. Ils décident alors de se marier en secret et d'affronter seuls les aléas de la vie à deux.

## Fiche technique
- Titre : Alai Payuthey
- Titre original : அலைபாயுதே
- Réalisation : Mani Ratnam
- Scénario : Mani Ratnam
- Production : Mani Ratnam et G. Srinivasan pour Madras Talkies
- Dialogues : Mani Ratnam et R. Selvaraj
- Musique : A.R. Rahman
- Pays :  Inde
- Langues : Tamoul
- Année : 2000
- Durée : 156 min

## Distribution
- Shalini : Shakti
- Madhavan : Karthik
- Vivek : le cousin de Shakti
- Lalitha K.P.A.C. : la mère de Karthik
- Kushboo : l'épouse d'Arvind
- Arvind Swamy : l'officier IAS

## Musique
Le film comporte huit chansons composées par A.R. Rahman dont la qualité a contribué au succès commercial du film.
- September Madham (5:08)
- Yaro Yarodi (5:46)
- Pachai Nirame (5:58)
- Alai Payuthey (3:43)
- Snehidhane (6:05)
- Kadhal Sadugudu (4:35)
- Evano Oruvan (5:56)
- Endendrum Punnagai (4:00).